# PGE Arena
PGE Arena neboli Baltská Arena je fotbalový stadion ve městě Gdaňsk v Polsku. Pojme 43.165 diváků, čímž se řadí mezi největší stadiony v Polsku. Hraje zde tým Lechia Gdańsk. Také se zde hrálo Euro 2012. Stadion náleží do čtvrté katagorie UEFA. Hrálo se tu i Finále Evropské Ligy 2020/21

## EURO 2012
V PGE Areně se odehrály následující zápasy EURA 2012:
| Datum           | Čas (SELČ) | Tým #1                                          | Výsledek | Tým #2                                   | Kolo        | Reference |
| --------------- | ---------- | ----------------------------------------------- | -------- | ---------------------------------------- | ----------- | --------- |
| 10. června 2012 | 1800       | Španělsko 64' Fàbregas                          | 1:1      | Itálie 60' Di Natale                     | Skupina C   | Report    |
| 14. června 2012 | 2045       | Španělsko 4' 70' Torres 49' Silva 83' Fàbregas  | 4:0      | Irsko                                    | Skupina C   | Report    |
| 18. června 2012 | 2045       | Chorvatsko                                      | 0:1      | Španělsko 88' Navas                      | Skupina C   | Report    |
| 22. června 2012 | 2045       | Německo 39' Lahm 61' Khedira 68' Klose 74' Reus | 4:2      | Řecko 55' Samaras 89' (pen.) Salpingidis | Čtvrtfinále | Report    |

## Zápasy polského národního A-mužstva
Platí k 16. srpnu 2013.
| Datum              | Tým #1                                           | Výsledek | Tým #2                                       | Soutěž          | Reference |
| ------------------ | ------------------------------------------------ | -------- | -------------------------------------------- | --------------- | --------- |
| 6. září 2011       | Polsko 55' Lewandowski 90' (pen.) Błaszczykowski | 2:2      | Německo 68' Kroos 90+1' Cacau                | Přátelský zápas | Report    |
| 14. listopadu 2012 | Polsko 64' Obraniak                              | 1:3      | Uruguay 21' (vl.) Glik 34' Cavani 66' Suárez | Přátelský zápas | Report    |
| 14. srpna 2013     | Polsko 4' Klich 59' Sobota 60' Zieliński         | 3:2      | Dánsko 18' Eriksen 45' Braithwaite           | Přátelský zápas | Report    |

## Galerie

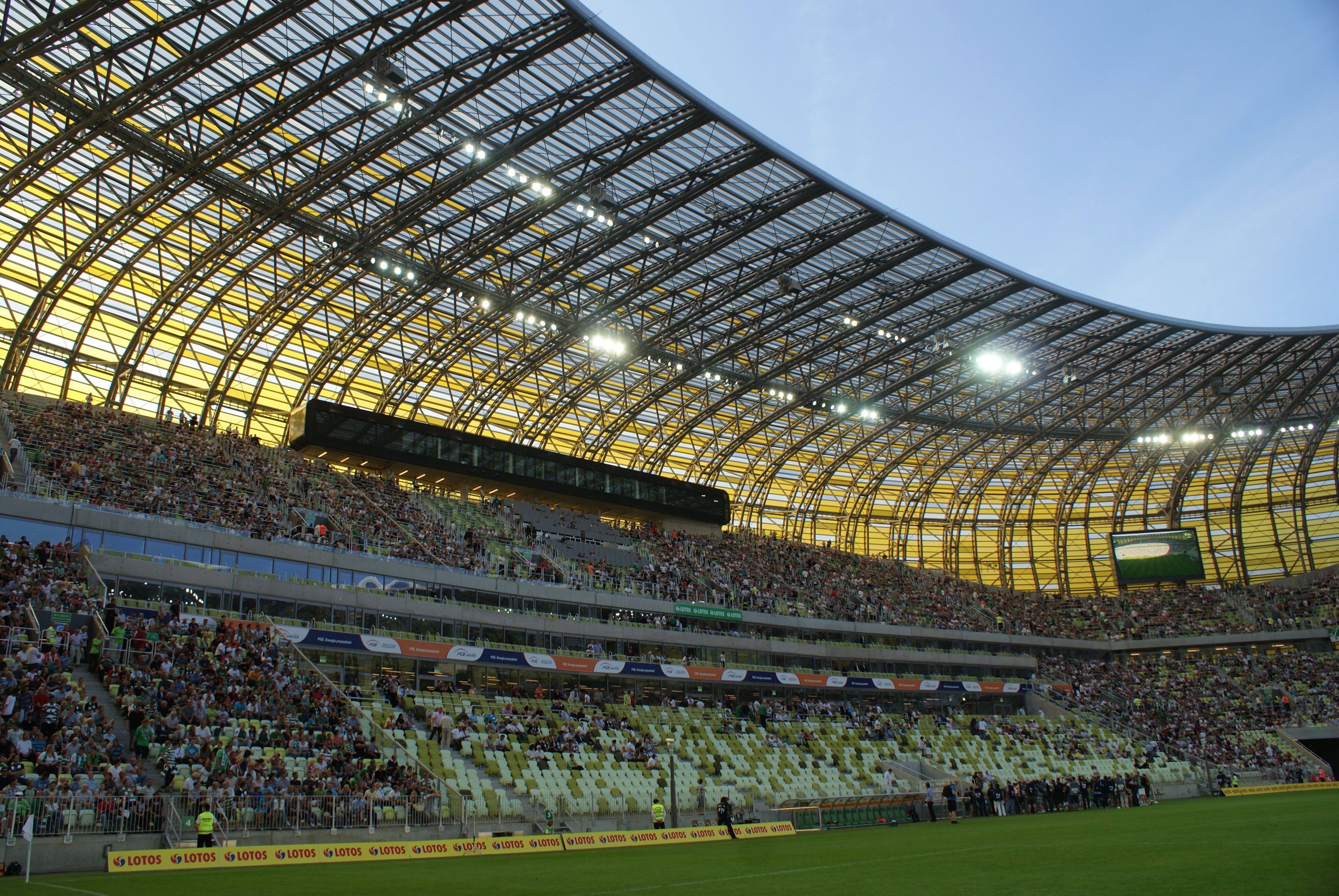
Pohled na jednu z tribun
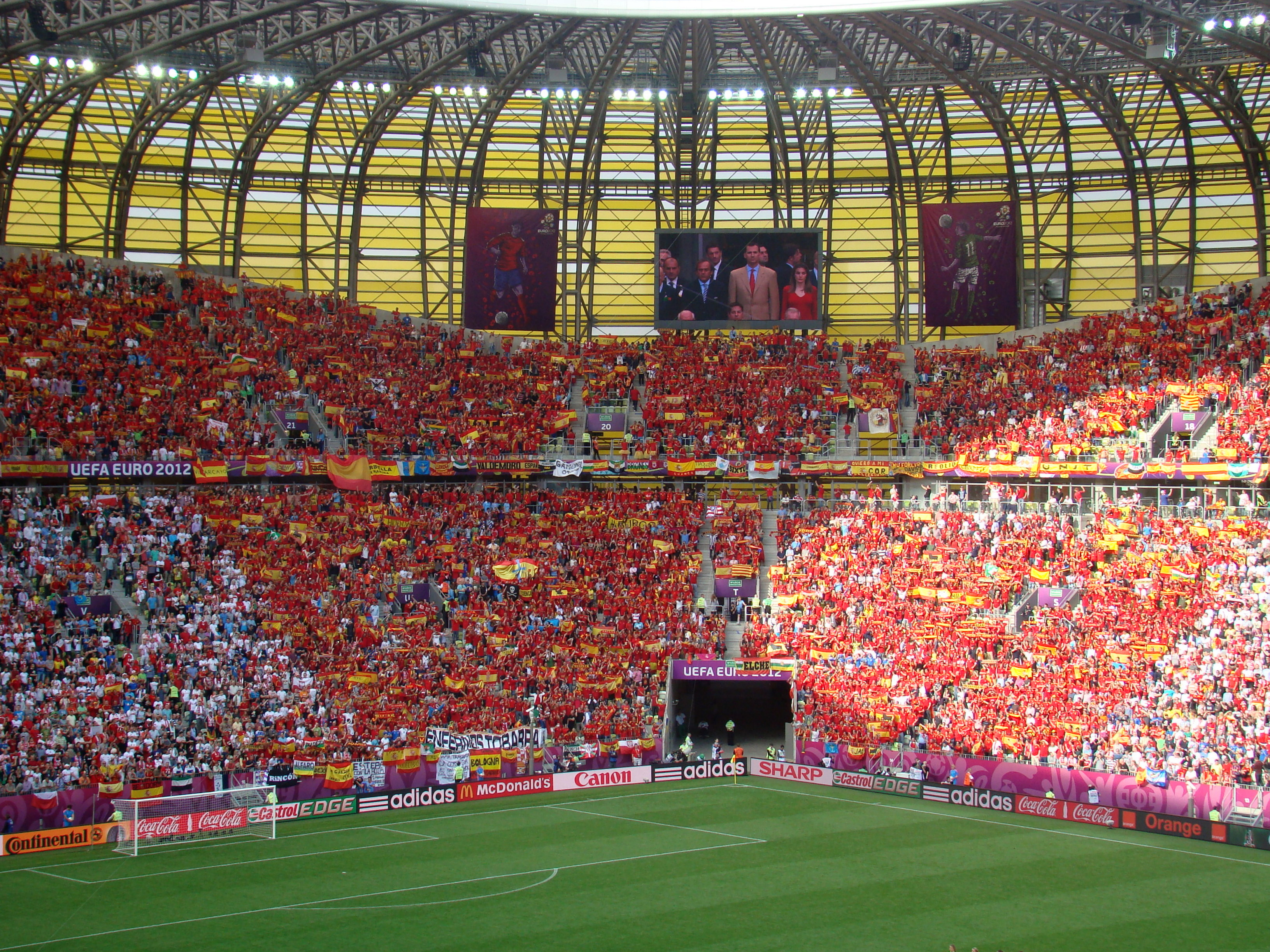
Sektor zaplněný španělskými fanoušky při utkání EURA 2012 Španělsko - Itálie (1:1)
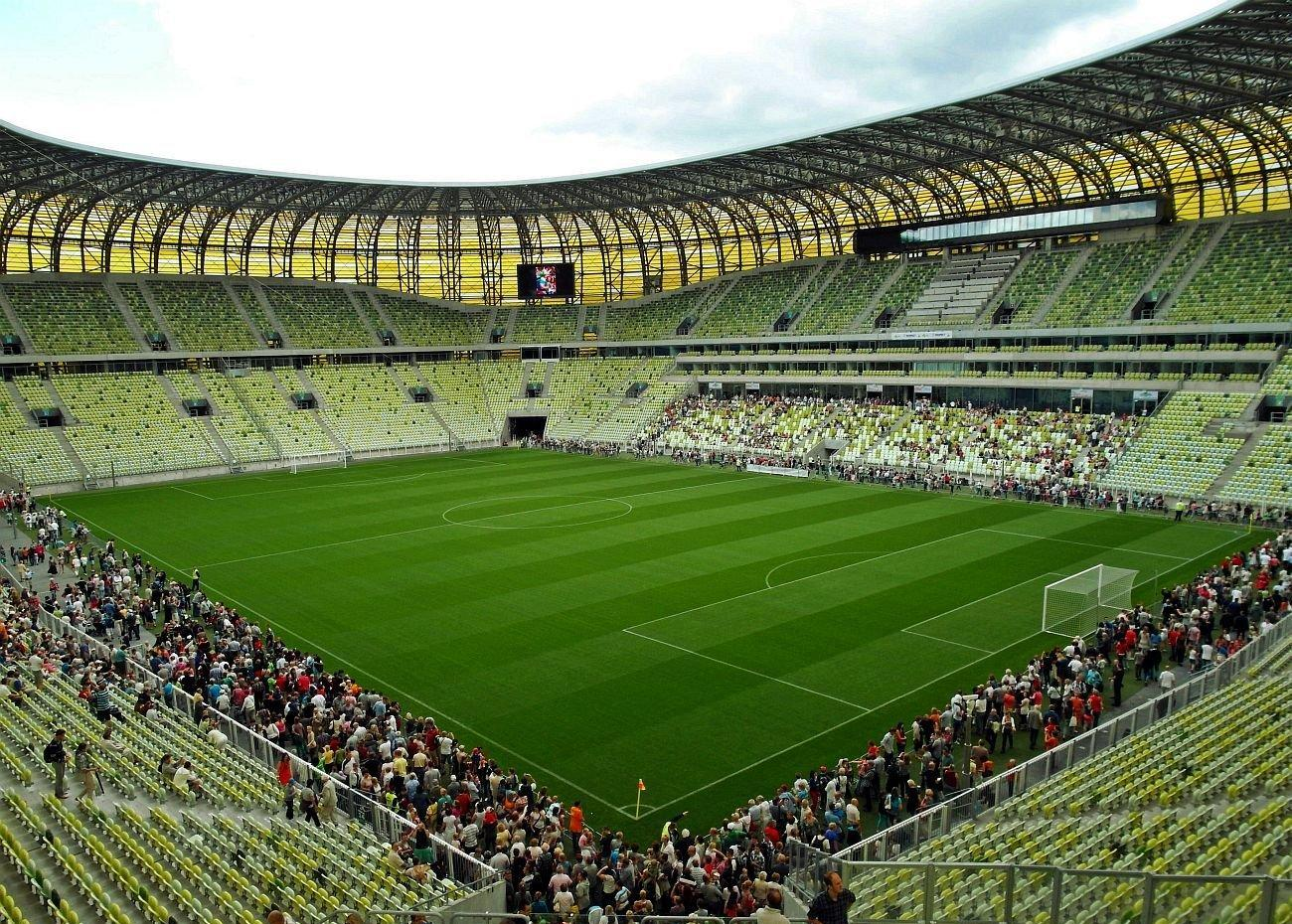
Pohled na hřiště
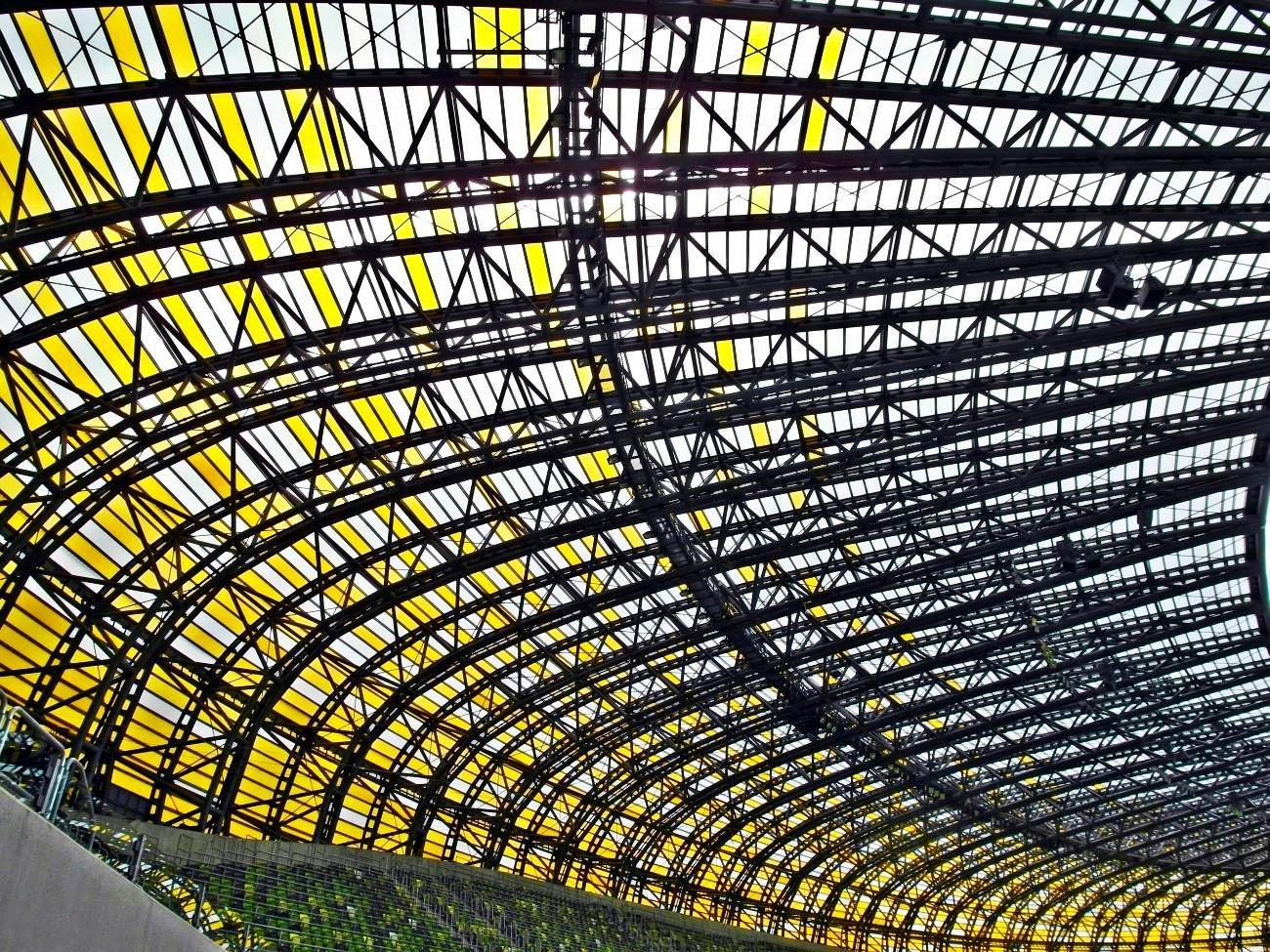
Střecha stadionu
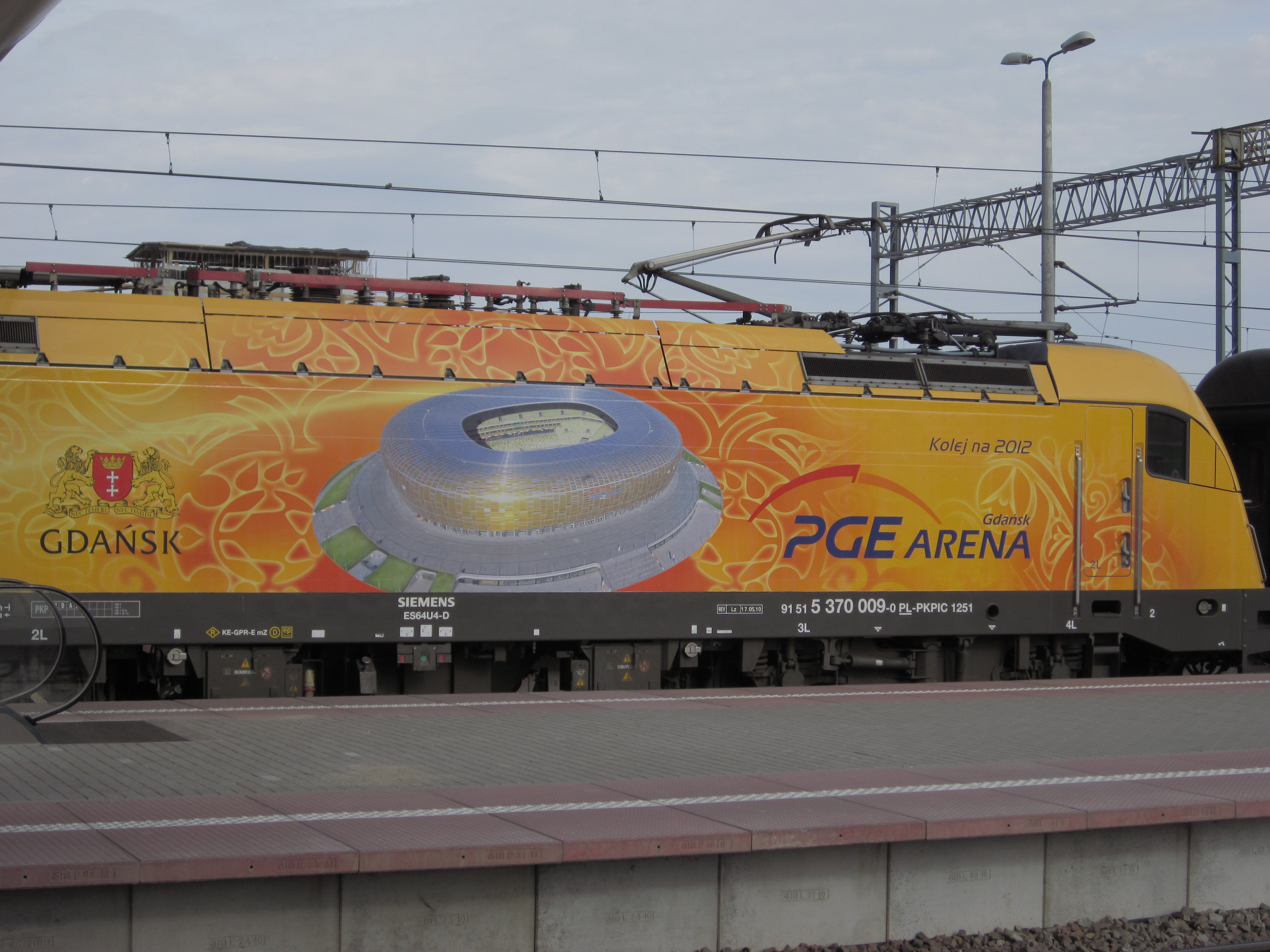
Kresba stadionu na lokomotivě Siemens EuroSprinter

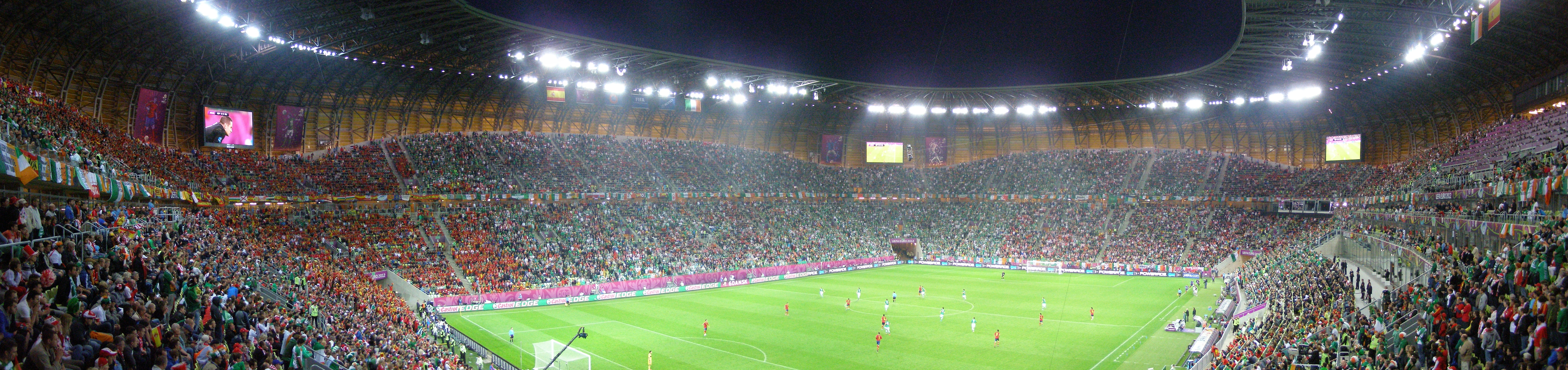
Panorama stadionu během zápasu EURA 2012 Španělsko - Irsko (4:0).